# Ekliptikan

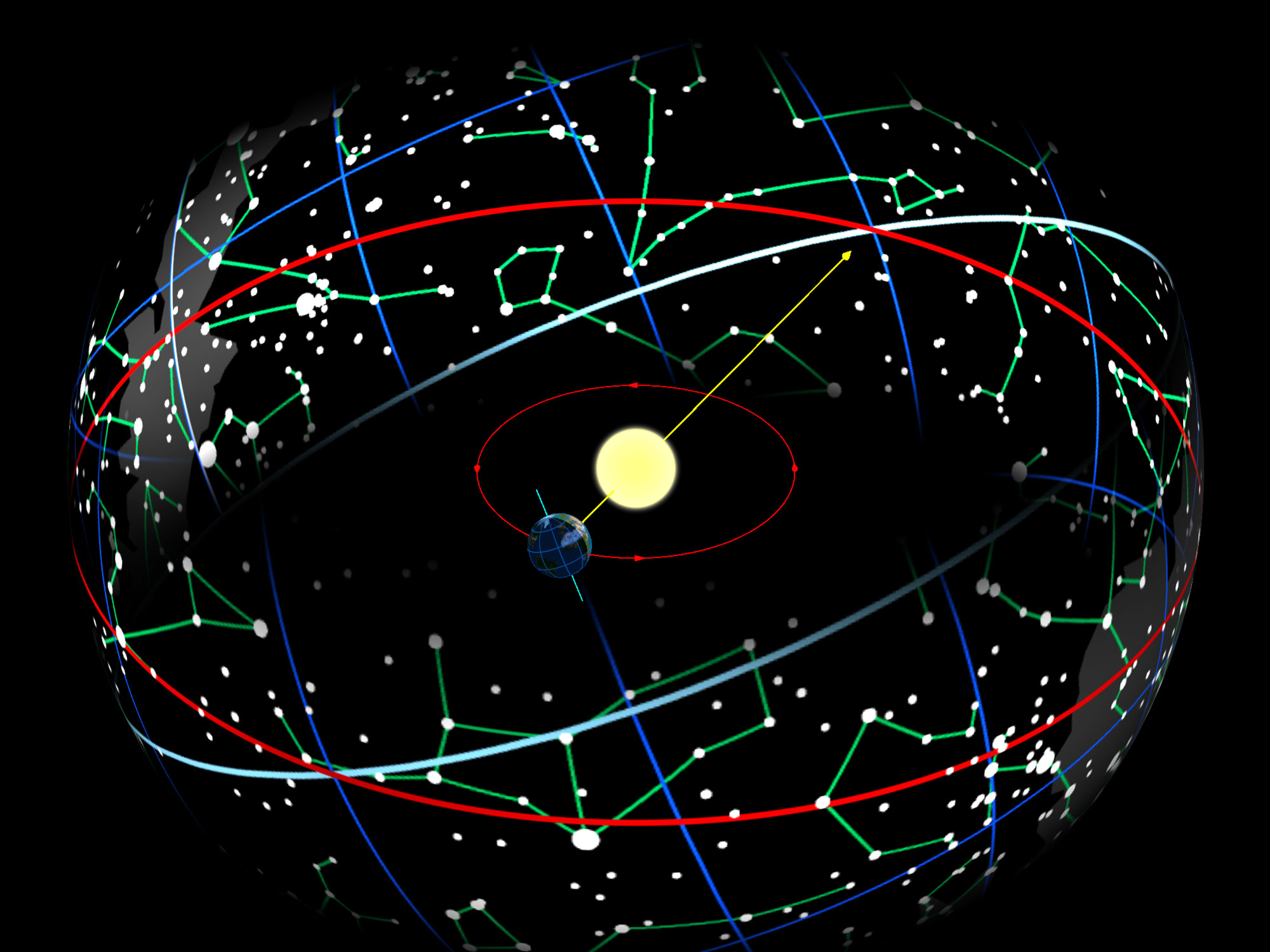
Solens väg över himmelssfären (röd)

Ekliptikan är den tänkta bana på himlen som solen verkar flytta sig utmed under året. 
Det är egentligen jordens bana runt solen som orsakar ändringen i solens skenbara riktning. Ekliptikan lutar från himmelsekvatorn med 23,44 grader. De två punkterna där ekliptikan korsar himmelsekvatorn är kända som dagjämningspunkterna.
Eftersom solsystemet är relativt platt är planeternas banor också nära ekliptikans plan. Dessutom ligger zodiakens stjärnbilder längs ekliptikan. Det här gör att ekliptikan är en mycket användbar referenslinje för alla som försöker hitta planeterna eller zodiakens stjärnbilder, eftersom alla bokstavligen "följer solen".
På grund av ekliptikans lutning, oblikvitet, på 23,44 grader ändras solens höjd över horisonten vid lokal middag under årets gång när den följer ekliptikans väg över himlen. Detta är orsaken till årstiderna. På sommaren står solen högt upp på himlen vid lokal middag och förblir ovanför horisonten mer än tolv timmar norr respektive söder om tropikerna. Under respektive vinter står solen tvärtom lågt på himlen vid lokal middag och förblir ovanför horisonten mindre än tolv timmar på dessa platser. Dessutom mottas solljuset vid jordens norra respektive södra halva med en mer direkt vinkel på sommaren, vilket betyder att det givna området på ytan tar emot mer energi per sekund på sommaren än på vintern. Skillnaden i dagens längd och mottagen energi per areaenhet leder till skillnaderna i temperatur som man kan uppleva på sommaren och vintern. Ju närmare man kommer polarregionerna, desto mer påtaglig blir skillnaden mellan årstiderna.